# Cuts Like a Knife
Cuts Like a Knife je třetí studiové album kanadského rockového hudebníka Bryana Adamse. Vydáno bylo 18. ledna 1983 prostřednictvím vydavatelství A&M Records. Stejně jako předchozí album You Want It You Got It (1981), i toto bylo produkováno Adamsem a Bobem Clearmountainem. Nahrávání desky probíhalo během roku 1982 ve studiu Little Mountain Sound ve Vancouveru.

## Seznam skladeb
Všechny skladby napsal(i) Bryan Adams a Jim Vallance, není-li uvedeno jinak. 
| Pořadí         | Název                    | Autor                      | Délka |
| -------------- | ------------------------ | -------------------------- | ----- |
| 1.             | The Only One             |                            | 3:16  |
| 2.             | Take Me Back             |                            | 4:41  |
| 3.             | This Time                |                            | 3:20  |
| 4.             | Straight from the Heart  | Adams, Eric Kagna          | 3:31  |
| 5.             | Cuts Like a Knife        |                            | 5:17  |
| 6.             | I'm Ready                |                            | 3:58  |
| 7.             | What's It Gonna Be       |                            | 3:40  |
| 8.             | Don't Leave Me Lonely    | Adams, Vallance, Eric Carr | 2:58  |
| 9.             | Let Him Know             |                            | 3:11  |
| 10.            | The Best Was Yet to Come |                            | 3:04  |
| Celková délka: | Celková délka:           | Celková délka:             | 38:53 |

## Obsazení
- Bryan Adams – zpěv, kytara, piano
- Keith Scott – kytara, doprovodný zpěv
- Tommy Mandel – varhany, syntezátor, piano
- Dave Taylor – basová kytara, doprovodný zpěv
- Mickey Curry – bicí

Doprovodný zpěv
- Bruce Allen
- Alfa Anderson
- Bob Clearmountain
- K. Davies
- L. Frenette
- Lou Gramm
- M. Simpson
- Jim Vallance
- Jim Wesley

Technická podpora
- Bob Clearmountain – produkce
- James O'Mara – fotograf